# Комплект учебной вычислительной техники
КУВТ (комплект учебной вычислительной техники; в официальной документации также комплекс учебной вычислительной техники) — форма применения вычислительной техники в образовательных учреждениях, например в школах.
Представляет собой совокупность технических и программных средств, ориентированных на обучение и практическую работу по основам информатики и вычислительной техники, разработку обучающих программ по другим дисциплинам, выработку навыков применения вычислительной техники в различных областях учебной, производственной, научной и экономической деятельности, а также для использования ЭВМ в учебном процессе.

## История
В 1980-е в СССР годы было около 130 тысяч общеобразовательных школ, в РСФСР приблизительно 68 тысяч.
По позднейшим оценкам для оснащения школ требовалось более 1 миллиона ПЭВМ.
Попытки преподавания информатики в школах предпринимались ещё в 1970-е. Например, в Москве с 1972 года существовал учебно-производственный центр вычислительной техники — единственный в столице УПК, которому было разрешено обучать не рабочим специальностям, а профессиям, связанным с ЭВМ. Организатором этого УПЦ был академик Борис Наумов. УПЦ был укомплектован мэйнфреймами советского производства (серии АСВТ) и компании Siemens.
Летом 1983 года в Зеленограде «в порядке самодеятельности» установили первый компьютерный класс в специальном помещении в общежитии Московского института электронной техники (МИЭТ). Помимо студентов, туда приводили и школьников.
Предпосылкой массовой компьютеризации школ стал апрельский (10 апреля 1984 г.) Пленум ЦК КПСС, и принятые 12 апреля Постановление ЦК КПСС и Совета министров СССР № 313 «О дальнейшем совершенствовании общего среднего образования молодежи и улучшения условий работы общеобразовательной школы», а также Постановление Верховного Совета СССР «Об основных направлениях реформы общеобразовательной и профессиональной школы», запустившее реформу образования.
В декабре 1984 года был отправлен на пенсию министр просвещения СССР М. А. Прокофьев, выступавший против компьютеризации школы.
Его место занял более молодой министр С. Г. Щербаков.

1 февраля 1985 года прошло расширенное заседание Политбюро ЦК КПСС под председательством будущего (через 40 дней) Генерального секретаря М. С. Горбачева, на котором обсуждалась идея учебника информатики. В феврале 1985 года состоялась встреча у министра просвещения Щербакова для обсуждения подготовки учебника информатики. На этой встрече академик Е. П. Велихов сказал: 
Учить информатике без компьютера — это все равно что учить кататься на велосипеде без велосипеда

По инициативе Велихова было подготовлено и 28 марта 1985 года принято Постановление ЦК КПСС и Совета Министров СССР № 271 «О мерах по обеспечению компьютерной грамотности учащихся средних учебных заведений и широкого внедрения электронно-вычислительной техники в учебный процесс», которым предусматривалось, в частности, производство 120 тыс. компьютеров для оснащения 8 тысяч учебных классов в 1986—1990 годах. В постановлении также говорилось: 
Всестороннее и глубокое овладение молодежью электронно-вычислительной техникой получит широкое распространение и будет эффективным средством познания основ наук и дальнейшего развития научно-технического прогресса…
Решение, принятое на самом высоком уровне, было естественной, хотя и несколько запоздалой реакцией советского руководства на отставание в области компьютеризации.
В июне 1985 года были выработаны «Технические требования», а в августе появилось «Техническое задание на разработку и производство комплектов технических средств и оборудования кабинетов вычислительной техники для всех типов учебных заведений.
Летом 1985 года в Зеленограде были собраны на совещание все первые секретари райкомов партии Москвы, на котором им рассказывали о роли и значении нового школьного предмета для подрастающего поколения и для государства в целом. В Академии общественных наук при ЦК КПСС прошли специальные курсы для министров просвещения всех союзных республик и всех заведующих областных отделов народного образования в связи с введением информатики в школу.
С 1 сентября 1985 года в старших классах средних школ СССР появился новый учебный предмет „Основы информатики и вычислительной техники“. Школьники изучали его по новому — созданному в кратчайшие сроки — учебнику.
Впрочем, постановление ЦК допускало отложенное внедрение нового предмета: „Предоставить право министерствам просвещения союзных республик по согласованию с Министерством просвещения СССР вводить этот курс в отдельных школах с 1986/1987 учебного года“.
С 1985 года начались первые поставки компьютеров в школы.
В это время в качестве основных отечественных ПЭВМ для образования рассматривались два перспективных варианта — комплекс „Корвет“ и комплекс „Электроника МС 0202“ (УКНЦ) Однако до начала массового выпуска этих ПЭВМ было принято временное решение о допуске в школы других комплексов, хотя они не вполне удовлетворяли требованиям, предъявляемым к КУВТ.
Оснащение образовательных учреждений долгое время велось достаточно бессистемно: было создано большое количество КУВТ на базе различных бытовых и персональных компьютеров, как отечественных, так и зарубежных. Разные типы КУВТ, даже производившиеся в рамках одного министерства, были плохо совместимы между собой аппаратно и программно.
Вдобавок существовала конкуренция между Министерством радиопромышленности (МРП) и Министерством электронной промышленности (МЭП).
23 января 1986 года вышло секретное Постановление ЦК КПСС и Совмина СССР „О создании и развитии производства в СССР персональных ЭВМ“, в котором в том числе были определены и конкретные задания по производству ПЭВМ для использования в сфере образования.

25 февраля 1986 года М.С. Горбачёв выступил с Политическим докладом на XXVII съезде партии, в котором сказал: 
Качественные сдвиги в социальной сфере невозможны без глубоких преобразований в содержании труда. Основную роль здесь призвана сыграть техническая реконструкция народного хозяйства — механизация, автоматизация, компьютеризация и роботизация, — которая, хочу это особо подчеркнуть, должна иметь четкую социальную направленность. Уже в текущей пятилетке намечается резко уменьшить долю ручного труда, а к 2000 году снизить ее в производственной сфере до 15-20 процентов, высвободить с ручных операций миллионы людей. Дальнейшие преобразования труда в условиях научно-технической революции предъявляют высокие требования к образовательной и профессиональной подготовке людей. По сути, в повестку дня встала задача создания единой системы непрерывного образования. Центральный Комитет предпринял в последние годы важные шаги в этом направлении. Начата реформа общеобразовательной и профессиональной школы. <...> Интересы дела требуют более глубоко поставить изучение научных основ современного производства, ведущих направлений его интенсификации. И что особенно неотложно, обеспечить компьютерную грамотность учащихся.

С 1986 года начал выходить профильный журнал „Информатика и образование“, первый номер которого предваряла вступительная статья министра просвещения Щербакова: 
Наша школа вместе со всей страной вступает в новый этап своего развития. Неотъемлемой частью проводимой в жизнь реформы общеобразовательной и профессиональной школы является компьютерная грамотность учащихся и широкое внедрение электронно-вычислительной техники в учебный процесс.
С июля 1987 года начал действовать ГОСТ 27201-87, в котором учебные машины относились к типам ПМ2 и ПМ3. Однако этот ГОСТ устанавливал лишь самые общие потребительские требования (быстродействие, объём памяти, разрешение экрана, время наработки на отказ, масса и потребляемая мощность) и не гарантировал совместимости.

Большое значение производству советских ПЭВМ придавал М. С. Горбачёв в рамках своего курса „Ускорения“. В частности, 29 июля 1987 года М. С. Горбачев посетил научный центр электронной промышленности „Ангстрем“ в подмосковном городе Зеленограде. Предприятие и продукцию ему демонстрировал директор НИИТТ В. Л. Дшхунян. В Политбюро Горбачёв делился впечатлениями: 
Показывали вещи поразительные <...> Ты можешь гулять с ранцем в лесу и в это время получаешь огромный объем информации, которая с расстояния тысяч километров доходит до тебя за 2 секунды. <...> На все это мы будем давать средства, несмотря ни на какое самофинансирование и хозрасчет. <...> Мы можем реально наступать на пятки Соединенным Штатам. Уступаем по количеству ЭВМ. Но они ведь торгуют ими. А нам для своих нужд хватит, можем себя вполне обеспечить. Все виды компьютеров у нас есть. <...> В Зеленограде я почувствовал, что за ближайшее время мы можем преодолеть отставание в области электроники. Пусть будем отставать по объему, по количеству. Да нам и не нужно пока столько, сколько производят США. Надо выдержать наше советское направление – реальное и сильное – в электронике. <...>
вся молодежь должна знать мотор, компьютеры должна знать, иметь минимум экономических понятий – о хозрасчете, например. Правовая подготовка должна быть. У нас же безграмотное общество в этом отношении. И это должна делать школа.
Горбачёв настолько был впечатлён увиденным, что после его визита в Зеленоград поднялась новая волна в области создания электроники. По всей стране, включая Прибалтику, начали строить заводы. В 1987 году вышло постановление правительства, а в 1988-м — постановление Центрального комитета КПСС.
Как вспоминал Велихов, „М. С. Горбачёв активно нас поддерживал… А когда пришёл Ельцин, начался период развала.“
В 1990-е производство отечественных КУВТ прекратилось, но начались первые поставки КУВТ на базе импортных IBM-PC-совместимых компьютеров и „Макинтош“.
В 1990-х годах возникает сильная неоднородность среди различных регионов страны по обеспеченности школ компьютерной техникой. Определились явные лидеры и аутсайдеры с практически нулевым уровнем компьютеризации. Состояние дел в этой сфере стало определяться исключительно местной инициативой, деятельностью региональных органов образования.
С 1992 по 2000 год Институт информатизации образования (ИНИНФО) вёл каталог „Российский фонд компьютерных учебных программ“ (РОСФОКОМП), содержащий информацию о более 1700 отечественных программах учебного назначения
.
Эксплуатация отечественных КУВТ продолжалась по меньшей мере до середины-конца 1990-х годов.
По состоянию на 1994 год в школах, например, Ярославской области распределение КУВТ по типам было такое:
| 71 % | 143 класса | УКНЦ        |
| 11 % | 23 класса  | КУВТ-86     |
| 7 %  | 14 классов | Корвет      |
| 3 %  | 7 классов  | IBM PS/2    |
| 7 %  | 15 классов | другие типы |

В 1997 году в школах Красноярского края из 620 классов 85 % были отечественного производства, из них УКНЦ — 70 %, остальное — Корвет, БК-0010, БК-0011 и др. Из импортной техники установлено около 50 классов „Ямахи“, появилось около 25 классов IBM-совместимой вычислительной техники.
В том же году в школах Пермской области подавляющее большинство компьютерных классов составляли отечественные КУВТ типа „УКНЦ“ и „Корвет“, в том числе в Перми более 60 классов УКНЦ и более 10 — „Корвет“. Остальные модели отечественных ЭВМ („БК“, „Агат“ и др.) представлены очень небольшим количеством. Количество классов IBM — около 20, подавляющее большинство из них находятся в так называемых „престижных“ школах.

В 2001 году Коллегия Министерства образования РФ констатировала: 
Большую часть компьютерного парка в школах составляют установленные в 1985-1992 годах компьютеры первого поколения (Агат, БК, Ямаха, Корвет и УКНЦ), которые по существу в настоящее время не пригодны к эксплуатации. В большинстве случаев нет даже возможности ввести типовую операционную среду Windows 95/98, которая используется подавляющим числом пользователей персональных компьютеров в России. В последние 7-8 лет централизованные поставки компьютерного оборудования в школу практически не осуществлялись. Определенная работа велась на местах, в крупных городах и промышленных центрах, но это были лишь разрозненные усилия, которые носили частный характер и не могли существенно повлиять на реальное положение дел в школах страны.
В 2001 году журнал „Эксперт“ также сообщал, что основная масса используемой в российских школах техники — это разработанные еще в советские времена УКНЦ, „Искры“ и „Электроники“; лишь 26 % школьных компьютеров — импортные IBM-совместимые или Macintosh.
В августе 2000 года в деревне Кузькино Самарской области Президент РФ Владимир Путин объявил о программе, которая ставит своей целью создание и развитие в России единой образовательной информационной среды, обеспечивающей единство образовательного пространства на всей территории страны, повышение качества образования во всех регионах России, сохранение, развитие и эффективное использование научно-педагогического потенциала страны, создание условий для поэтапного перехода к новому уровню образования на основе информационных технологий.
В декабре 2000 года Президент Путин подписал поручение Правительству Российской Федерации о создании федеральной целевой программы „Развитие единой образовательной информационной среды (2001—2005 годы)“ (РЕОИС).
В 2001 году Правительство Российской Федерации своим постановлением от 28 августа 2001 года N 630 утвердило федеральную целевую программу „Развитие единой образовательной информационной среды (2001—2005 годы)“.
По поручению Президента России Владимира Путина от 1 сентября 2000 г. в 2001 году в сельские школы была осуществлена поставка аппаратно-программных средств — компьютерного оборудования и прикладного программного обеспечения. Всего было поставлено 75 тысяч единиц компьютерного оборудования.
В настоящее время эксплуатируются классы на основе современных IBM PC-совместимых компьютеров.

## Общее описание
В соответствии с разработанной в СССР концепцией применения ПЭВМ в учебном процессе основной используемой в школе единицей является „комплект учебной вычислительной техники“ (КУВТ), включающий в себя компьютеры, объединенные локальной сетью и использующие общую периферию: печатающее устройство (ПУ) и накопитель на гибких магнитных дисках (НМГД).
В состав КУВТ входят АРМП (автоматизированное рабочее место преподавателя) и несколько (от 9 до 16) АРМУ (автоматизированное рабочее место ученика).
Под автоматизированным рабочим местом (АРМ) подразумевается комплекс аппаратных и программных средств — сам компьютер, периферийные устройства и необходимое программное обеспечение.
АРМП обычно отличается наличием большего количества периферийных устройств, лучшей комплектацией. В частности, в большинстве ранних КУВТ накопитель информации (дисковод или жёсткий диск) и принтер присутствовали только в составе АРМП. В этом случае программы для АРМУ загружались с АРМП по локальной сети.

## КУВТ Минэлектропрома
Выпускавшиеся на предприятиях Министерства электронной промышленности СССР КУВТ базировались на процессорах 1801BMx с архитектурой DEC PDP-11, производившихся в Зеленограде.

### КУВТ ДВК
Также известен как КУВТ-85, поскольку был разработан к началу 1985 года.
Прототипом послужил комплексный класс технических средств (ККТС-1), разработанный Московским институтом электронной техники (Зеленоград).
В 1984/85 учебном году был успешно завершен эксперимент по обучению на данном ККТС учащихся IX классов двух школ № 609 и 719 Зеленограда. К началу 1985/86 учебного года были оборудованы кабинеты вычислительной техники во всех средних школах Зеленограда и СПТУ № 175.
КУВТ включал в себя 12 АРМУ на базе компьютеров ДВК-1М и АРМП на базе ДВК-2М. Машины были объединены в радиальную локальную сеть, для чего в ДВК-2М были встроены две платы контроллеров телеграфных каналов КТЛК (каждый рассчитан на шесть каналов). Требовалось 4 витых пары на одно РМУ; физический интерфейс — токовая петля 20мА.
На практике скорость передачи данных не превышала 19200 бод, но могла быть повышена заменой оптопередатчиков АОТ110 на АОТ128.
В состав АРМП также входило печатающее устройство и накопитель на гибком магнитном диске НГМД-6022 (40 дорожек, формат MX:).
В АРМУ ДВК-1М в БИС ПЗУ (К1801РЕ2-058, позднее К1801РЕ2-093) записан интерпретатор языка ФОКАЛ с дополнительными графическими функциями для КГД. Также на РМУ можно было передать по сети с РМП интерпретатор языка БЕЙСИК или компилятор языка КВЕЙСИК.
Со стороны РМП применялись утилиты PUT (передача файлов в РМУ), GET (получение файлов из РМУ), и NETP (контроль РМУ и принт-сервер).
Всего было выпущено около 9 тыс. КУВТ ДВК.

### КУВТ-86
Был создан в 1986 году
 как развитие КУВТ ДВК с целью снижения стоимости (ориентировочная цена 26 тыс. руб., что в три раза дешевле КУВТ ДВК).
В 1985/86 учебном году прошли испытания опытного прототипа (ККТС-2) в московской школе № 72; межведомственная комиссия, отметив ряд недостатков, приняла КУВТ-86 и рекомендовала его к серийному производству. Показательный факт отметила директор школы № 72 Галина Семеновна Ганюшевская: ученики пятых-восьмых классов, у которых нет пока уроков информатики, как великое благо выпрашивают разрешение произвести уборку в компьютерном классе, с тем, чтобы попутно хоть немного поработать с вычислительной машиной.
КУВТ-86 включал в себя до 12 АРМУ на базе компьютеров БК-0010Ш и АРМП на базе компьютера ДВК-2МШ.
ДВК-2МШ содержал две платы шестиканальных контроллеров телеграфных каналов (КТЛК), а каждый БК-0010Ш имел блок последовательного интерфейса ИРПС и подключался к ДВК по отдельному кабелю. Структура локальной сети КУВТ-86 радиальная и аналогична структуре КУВТ-85, максимальная скорость 9600 бод.
АРМУ комплектовались телевизором для использования в качестве монитора, а также бытовым кассетным магнитофоном и блоком связи для подключения к локальной сети. Также в комплект входила система соединительных кабелей, системное ПО и ПО для организации связи компьютеров по локальной сети.
Системное ПО РМУ было зашито в БИС ПЗУ, и состояло из ПЗУ монитора, тестового ПЗУ, ПЗУ интерпретатора языка Фокал (К1801РЕ2-084, съёмное).
Позже вместо Фокала прошивался Бейсик Вильнюс.
Со стороны РМП (в ОС ДВК) применялись утилиты PUTBK, GETBK и NETBK; позже была разработана „Система Рига“.
За период с 1986 по 1988 года в школы было поставлено 61166 компьютеров в составе КУВТ-86. За 1989 год это количество увеличилось ещё на 21,3 тысяч компьютеров.
Всего выпущено более 7000 таких КУВТ-86.
Несоответствие БК-0010 требованиям нового ГОСТ 27201-87 (не хватало ёмкости ОЗУ: „не менее 64 Кбайт“) стало стимулом разработки новых КУВТ.

Позднее КУВТ-86 утилизировались на драгметаллы: 
Выяснилось, что детали "КУВТ-86" содержат какой-то процент золота и других ценных металлов. На том и порешили - продать технику хоть за какие-то деньги. И вот однажды на красивом "авто" прибыли два лица кавказской национальности и за сумму, которой едва ли хватит на приобретение компьютерных столов, забрали интересующие их составные части, безжалостно разломав корпуса и оставив нам лишь груду пластмассы и металла - жалкое подобие того, что когда-то было компьютерами.

### КУВТ УКНЦ

Электроника МС 0202.04

Пришёл на смену КУВТ-86 и стал самым массовым советским КУВТ.
Комплекс вычислительный учебный (КВУ) „Электроника МС 0202“ разработан в 1987 году в Зеленограде, производился с конца 1987 года
в основном на заводах „Квант“ (Зеленоград) и СЭМЗ (Солнечногорский электромеханический завод).
Состоял из АРМП и 2-12 (до 16 по некоторым источникам) АРМУ на базе микро-ЭВМ „Электроника МС-0511“ (УКНЦ).
Все компьютеры объединялись в локальную сеть (двухпроводная кольцевая, 57600 бит/с, с контролем чётности). Требовалась всего одна витая пара на весь класс. Пакеты данных, передаваемые по кольцу, постоянно регенерируются, проходя через каждый узел; они циркулируют до тех пор, пока не будут удалены узлом-отправителем информации. Доступ в кольцо основан на методе передачи маркера.
АРМП комплектовалось сдвоенным накопителем на гибких магнитных дисках („Электроника НГМД-6022“, позже „Электроника МС-5305“, „Электроника МС-5309“ либо „Электроника МС-5310“) и принтером (D-100, Epson FX-800, Robotron СМ 6329.01 М). Все компьютеры комплектовались чёрно-белыми мониторами „Электроника МС-6105“ или цветными мониторами „Электроника МС-6106“. В комплект КУВТ также входил блок электропитания с напряжением 42 вольта, обеспечивающий питание всех компьютеров.
ПО КУВТ „Электроника УК НЦ“ функционирует в операционной среде ФОДОС-2 (RT-11).
Драйвер локальной сети — MC.SYS, программа связи класса — NETUK.SAV.
Было сформировано и поставлено около 22 тыс. классов УКНЦ, поставлено 300—310 тыс. машин.
Планировалось развитие КУВТ УКНЦ до КУВТ-90.
Однако в 1991 году в результате реформ поставки УК-НЦ в школы прекратились. Объемы закупок другими потребителями были ничтожны, не оправдывали дальнейшее производство, которое и было прекращено.

#### Модернизация
В 1992 году московская фирма ЗАО "Линтех" ("Лаборатория Информационных Технологий", учредитель и директор С.В. Кононов) разработала и начала производить сетевые адаптеры, позволившие соединять класс УКНЦ и IBM PC-совместимый компьютер (от XT и выше), который использовался в качестве файлового сервера. Такой несложный апгрейд КУВТ позволял повысить надёжность и скорость сети (с 19,5кбит/с до 375кбит/с), отказаться от дисководов (их заменял жёсткий диск сервера). 
На стороне УКНЦ загружалась (через сеть) обычная ОС RT-11 с драйвером сетевых дисков NT.SYS. На стороне сервера использовалась обычная MS-DOS с системой Net-RT11 (резидентные программы netrt11.exe и netshell.exe). 
Каждому АРМУ были доступны восемь логических дисков объемом до 16 Мб, к одной головной машине можно подключить до 64 РМУ.
В 1993 году московская фирма ООО "Альтер-Вест" ("Ulter-West", учредитель и директор С.В. Козырьков) совместно с "Линтехом" разработала надстройку "DOS-Line", организующую многотерминальную работу нескольких пользователей на одном компьютере с процессорами Intel 80386/80486/Pentium. DOS-Line представляет собой многозадачный DOS-расширитель dosline.exe с виртуальной памятью и свопингом, запускающий MS-DOS-приложения в режиме VM86. 
На стороне сервера запускалась программа vpc.exe ("Virtual PC"), а на стороне УКНЦ — терминальная программа VPC.SAV, превращающая машину в тонкий клиент. В результате, работая на УКНЦ, пользователи могли применять программы, написанные для MS-DOS, что позволяло решать проблемы оснащения школ компьютерными классами при минимальных затратах.
Цена Net-RT11 & DOS-Line составляла $770 для КУВТ на 13 рабочих мест, причём один сетевой адаптер стоил $20. 
Ещё порядка $1000 нужно было потратить на приобретение сервера.

Первоначально DOS-Line поддерживал только текстовые приложения, такие как Norton Commander и "Лексикон". С версии DOS-Line 2.0 появилась поддержка графического режима, что позволило запускать на рабочих местах учеников многие графические программы и даже Microsoft Windows 3.1 (но только в "стандартном режиме"), Word, Excel, Works. Также появилась поддержка манипулятора «мышь», подключаемого через порт С2 к УКНЦ. Пользователи так выражали свои впечатления в профильной эхоконференции: 
[Я] видел эту систему потрясшую меня до глубины души.. Поразило меня две вещи: первая - тормозила мышь. Hо она БЫЛА. Может для кого-то это нормально, но я, подключенную к УКHЦ мышь видел впервые. Реакция у нее на движения или нажатия кнопок была примерно ~0.5 секунды, но она _работала_.
Второе, что меня поразило - был запущен Win3.11. Hа компьютерах со (сколько там памяти?) К памяти, без вообще каких-либо дисководов, винчестеров <...> с 16-серыми мониторами работали Windows.. Я это долго вспоминал, как пример "Да чего дошла человеческая мысль!"
Однако Windows 95 уже не поддерживалась
Комплекс рекомендовался Министерством образования РФ, освещался в профильных журналах «Персональный компьютер УКНЦ», «Информатика и образование»,
В 1995 году фирма "Линтех" сообщала о 1000 инсталляций комплекса DOS-Line, для периода до 1996 года говорилось уже о 3500 школах, до 1998 года — 5000 инсталляций. 
Достоверно известно о применении комплекса в Томской области и в Пермской области

### КУВТ-87
Разработан и производился на заводе „Экситон“ (г. Павлов Посад), по-видимому, как „ответ на УКНЦ“.
Не получил широкого распространения.
В качестве РМУ и РМП использовались однотипные компьютеры — БК-0011 с памятью 128Кб, выпускавшиеся с 1989 года.
Однотипность повышала надежность комплекса — сломавшуюся РМП можно было заменить на любую из числа РМУ.
Компьютеры соединялись в сеть кольцевой топологии посредством блоков КЛС (контроллер локальной сети) 57600 бод, токовая петля 60 мА, одна витая пара.
РМП снабжался печатающим устройством и накопителем на магнитных дисках.
Ориентировочная стоимость 23,5 тыс. руб. (для 16 РМУ).

### КУВТ УКНЦ-01
Разработан и производился на заводе „Экситон“ (г. Павлов Посад).
Анонсирован в ноябре 1989 года под именем „УКНЦ.01“, цена около 28 тыс. рублей.
Вопреки названию архитектурно не имеет почти ничего общего с КУВТ УКНЦ и программно с ним несовместим.
КУВТ УКНЦ-01 построен на базе ПЭВМ БК-0011(М), объединенных локальной сетью „Школок“ (через „Блок КМК“). Топология сети „общая шина“, скорость 57.6К бод.
Базовый класс предусматривает одно РМП и двенадцать РМУ (потенциально до 32 рабочих мест).
В состав КУВТ входят дисководы типа НГМД-6022 или НГМД-5309.
В БК-0011 используется операционная система ОСБК11 (адаптированная RT-11SJ).
Сетевой стек нижнего уровня прошит в ПЗУ блока КМК.
Сетевая программа более высокого уровня DIALOG позволяет пересылать сообщения, загружать и передавать файлы по сети, читать дисплей и память и т. п.
К концу 1990 г. было выпущено около 31,1 тыс. БК-0011, большая часть которых составила 2,5 тыс. КУВТ УКНЦ-01.01.

## КУВТ Минрадиопрома
Выпускавшиеся на предприятиях Министерства радиопромышленности СССР КУВТ базировались на разных процессорах, чаще всего клонах Intel 8080.

### КУВТ „Агат“
Базировался на импортном микропроцессоре MCS6502.
Применялся в РСФСР с 1986 года.
Включал в себя 12 или 16 компьютеров „Агат, исполнение 7“, укомплектованных цветными или чёрно-белыми мониторами, и одним или двумя принтерами.
Локальная сеть отсутствовала, что компенсировалось НГМД на каждом рабочем месте. НГМД ЕС-5088 производства НРБ обеспечивал объем данных 109,4 Кбайт на 5-дюймовой дискете.
Стоимость класса составляла порядка 50—65 тыс. руб. Отмечалось, что цена «Агата» столь велика, что обычная школа не в состоянии приобрести класс без помощи шефов. Обычно «Агатами» комплектовались УПК.
К концу 1988 года было выпущено около 12 тысяч машин (что соответствует менее 1000 классам).

### КУВТ Ириша
Компьютер «Ириша» разработан в середине 1980-х годов и предназначался специально для обучения информатике в школах. Не получил широкого распространения.
Базировался на процессоре КР580ВМ80А (производство УССР).
КУВТ состоял из АРМП, в комплект которого также входили цветной монитор, НГМД и принтер, и нескольких АРМУ — обычно 8, 16 или 20 мест, с чёрно-белыми мониторами. В состав КУВТ также входили средства для организации локальной сети, общий источник питания и цветной телевизор с большой диагональю, на котором дублировалось изображение с АРМП.

### КУВТ Корвет
Базировался на процессоре КР580ВМ80А.
Выпускался серийно с 1987 года.
Включал в себя АРМП на базе компьютера ПК8020, имеющего два накопителя на гибких дисках Электроника МС5311/МС5313, и до 12 (15 по некоторым источникам) АРМУ на базе компьютеров ПК8010.
Локальная сеть — общая шина, скорость 19200 бод. Протокол «Кермит».
На РМП используется стандартная МикроДОС (CP/M-80) с дополнительным ПО КУВТ «Корвет» для организации локальной сети.
АРМП могло дополнительно комплектоваться принтером.
Производился на Бакинском радиозаводе (ПО «Радиостроение»), на Ижевском радиозаводе (ИРЗ) и нескольких других радиозаводах.
Компьютер имел большое количество (126) корпусов микросхем, а производство было недостаточно автоматизировано. Отмечалось, что в 1987 году трудоемкость производства одной машины «Корвет» превышала аналогичный показатель для МС 0202 (УКНЦ) на порядок, а стоимость была больше в 2,6 раза.

В 1990-е КУВТы "Корвет" подвергались модернизации, аналогичной КУВТ УКНЦ, — установкой сетевых адаптеров фирмы "Линтех", включением в сеть IBM PC-совместимого компьютера и системы Net-CP/M & DOS-Line. В 1998 году пользователи так отзывались об этой модернизации: 
У нас на Коpветах система ЛинТех pаботает очень даже пpиятно, можно не только стандаpтные пpогpаммы гонять, но и запускать на сеpвеpе несколько Дос пpоцессов и pаботать на Коpвете в теpминальном pежиме. Хоpошо идут Hоpтон, Паскаль, Лексикон, Воpкс для дос етц, в общем все, что pаботает не в гpафике, уже тpи года пользуем, не жалуемся. Hовая веpсия говоpят и гpафику дает - это значит Виндовс на коpветах.

## КУВТ Минприбора
Предприятия Министерства приборостроения, средств автоматизации и систем управления производили КУВТ на базе отечественных (украинских) процессоров, аналогичных Intel 8086/8088.

### КУВТ Искра
Российские предприятия Минприбора производили ПЭВМ серии «Искра»: IBM PC/XT-совместимые Искра-1030 и Искра-1031
(процессор КР1810ВМ86).
Критики отмечали, что после введения НДС в 1992 году и подорожания комплектующих уровень цен на эти ПЭВМ стал одного порядка с уровнем цен на IBM PC/XT.

### КУВТ Поиск
Производился в УССР, Киевским НПО «Электронмаш» с 1987-88гг., по другим источникам с 1989 года.
Строились на основе IBM-PC-совместимых компьютеров Поиск-1 (процессор КМ1810ВМ88), позднее Поиск-2 (КР1810ВМ86).
Компьютеры соединялись в локальную сеть через адаптеры В944/В963 (до 16 машин, скорость до 64 Кбит). BIOS поддерживал загрузку по сети.
В качестве машины преподавателя использовались либо Поиск-2, либо Поиск-1 с дополнительными платами расширения (памяти, доступа к НГМД, в отдельных случаях и к НЖМД).
Цена одного «Поиска» была вполне доступной — 1050 рублей.
Однако массовый выпуск «Поиска» начался лишь в 1991 году, перед самым распадом СССР; объём выпуска достиг нескольких десятков тысяч ПЭВМ в год. По-видимому, они поставлялись в основном в украинские школы.

## Прочие КУВТ
Помимо вышеперечисленных существовали также КУВТ на базе компьютеров: Правец, Пълдин, Гамма, Daewoo (MSX), Спектр, Немига (в Белоруссии), «Каспий» (в АзССР), Беста-88, Криста, Кедр, Мазовия, ЕС-1840, ЕС-1841, Башкирия-2М, Русич (недоступная ссылка с 03-05-2018 [2631 день]).

### ZX Spectrum
В декабре 1984 года советская делегация во главе с М. С. Горбачёвым посетила Великобританию, и в частности, завод «Sinclair ZX Spectrum». В ходе переговоров со стороны англичан возникло предложение о поставке этих машин в СССР. В состав делегации входил академик Е. П. Велихов, и он буквально загорелся этой идеей.
Была куплена небольшая партия этих машин для опробования в образовании — 4 комплекта по 25 компьютеров.
Один из классов был поставлен в Доме детского творчества на Полянке в Москве, но быстро стало ясно, что ZX Spectrum непригоден для использования в советских школах.
Как вспоминал В. М. Монахов, он в марте 1985 года был с делегацией в Великобритании, где с ним встречались представители двух известных английских компьютерных фирм Acorn Computers и Sinclair Research. Они активно старались выйти на компьютерный рынок СССР и продемонстрировали советскому представителю образцы школьных персональных компьютеров и школьные программы.
Летом 1985 года появились сообщения, что бизнесмен Роберт Максвелл намерен купить контрольный пакет акций Sinclair Research и продавать компьютеры ZX Spectrum в страны СЭВ, в том числе в СССР. Однако вскоре Максвелл отказался от сделки.

### КУВТ «Ямаха»
В 1985 году по линии Академии наук СССР был проведен тендер на поставки в СССР для использования в школах зарубежных образцов ПЭВМ. На приобретение комплектов машин для формирования кабинета информатики выделялся 1 млн инвалютных рублей. С апреля по сентябрь Министерство внешней торговли СССР провело тендер, к которому удалось привлечь вполне солидные, в основном японские фирмы.
На конкурс были представлены BBC Acorn, Amstrad (Великобритания), Yamaha, Sanyo, NEC, Mitsubishi (Япония), MicroBee (Австралия), Tandy (США), Nanoreseau (Франция) и др. (всего около 20 типов ПЭВМ, включая шесть советских моделей). Условия тендера были достаточно жесткие, и, к удивлению многих, выбор пал на японские ПЭВМ стандарта MSX, выпускаемые фирмой Yamaha («Ямаха»), доработанные и скомплектованные в КУВТ. Отмечалось, что компьютеры этой фирмы не имели равных по надежности работы.
Известно несколько модификаций этого КУВТ. Все они построены на базе бытовых компьютеров стандарта MSX японской компании Yamaha — YIS-503IIR, YIS-503IIIR, YIS-805/128R.
Комплекты могли включать АРМП на базе YIS-805 и 9 АРМУ на YIS-503, либо 10 равноценных рабочих мест на YIS-805.
КУВТ комплектовались цветными мониторами EIZO 8020 или монохромными EIZO 3010 (с зелёным цветом свечения), принтерами Star Gemini 10XR, средствами для организации локальной сети.
В 1985 году было приобретено 225 (250 по некоторым источникам) комплектных компьютерных класса MSX-1. Из них в РСФСР было передано 93 комплекта, в Украинскую ССР — 28, а в Туркменскую ССР — 2. По нескольку комплектов были переданы в распоряжение Минпроса СССР, Госпрофобра СССР, Минвуза СССР, МПС СССР, ЦСУ СССР и АН СССР. Было закуплено также 50 инструментальных комплектов (по 10 компьютеров), 25 из которых были переданы в учреждения Минпроса СССР, а 25 — организациям АН СССР и ряду ВУЗов для разработки учебного программного обеспечения.
Позже, в 1988 году было приобретено ещё 510 комплектов MSX-2.
По разным оценкам в СССР было поставлено от 4 до 7 тыс. компьютеров Yamaha, что соответствует не более 700 классам.

### КУВТ IBM
Поставлялись в СССР с 1990 года. Изначально содержали рабочие места на базе нескольких компьютеров IBM PS/2 Model 30-286 (на базе i80286), объединённых в локальную сеть.
Существовали как минимум два КУВТ на базе Acorn в качестве РМУ и PC/XT в качестве РМП, установленные в Научно-исследовательском институте школьного оборудования и технических средств обучения (НИИШОТСО).
В период с 1991 по 1993 год в школах начинают устанавливать классы на базе IBM PC-совместимых компьютеров с 286-ми и 386-ми процессорами и 1 Мбайт оперативной памяти, под управлением MS-DOS.
С 1993 года в школах начинают появляться PC 386DX и 486, которые уже работали в среде Windows.